# SpVgg EGC Wirges
Die  Spvgg Eintracht Glas Chemie Wirges ist ein Fußballverein aus Wirges im Westerwald.

## Geschichte
Der Verein entstand 1972 als Zusammenschluss der Sportvereine SC Wirges (1924 gegründet), SV Siershahn (gegr. 1921) und SV Ebernhahn (gegr. 1949). Gründungsvorsitzender war damals der Wirgeser Architekt Otto Balmert. 
Die EGC Wirges war über viele Jahre in der Oberliga Südwest beheimatet. Der Verein gehörte dieser Liga erstmals in der Saison 1978/79 an und war damit Gründungsmitglied der drittklassigen Oberliga. In den Jahren 1983, 1987, 1994, 1998 und 2014 konnte Wirges erneut in die Oberliga aufsteigen. 2016 stieg der Verein freiwillig in die Rheinlandliga ab und musste am Ende der Saison 2016/17 mit der neu aus Jugendspielern zusammengestellten Mannschaft unter Cheftrainer Thomas Arzbach den Weg in die Bezirksliga Ost antreten.
Mit Trainer Niko Foroutan konnte in der Saison 2017/18 eine schlagkräftige Mannschaft geformt werden, die um den direkten Wiederaufstieg in die Rheinlandliga kämpfte und am Ende durch einen 2:1-Sieg im Entscheidungsspiel gegen den VfB Wissen diesen auch erreichte. In der Rheinlandliga-Saison 2018/19 folgte mit dem 16. Platz der direkte Wiederabstieg in die Bezirksliga Ost. In der Saison 2022/23 gelang der erneute Aufstieg in die Rheinlandliga.
Die Jugendmannschaften des Verein sind seit vielen Jahren in der Rheinlandliga und der Regionalliga Südwest beheimatet. Die U15 konnte sich 2017/18 im Futsal nach Gewinn der Kreis-, der Landes- und der Südwestdeutschen Meisterschaft für das Endturnier um Deutsche Meisterschaft qualifizieren und dort einen starken 6. Platz erreichen. Zudem erkämpfte sich die U17 2018/19 bei der Deutschen Meisterschaft den 5. Platz und verlor dort auch keins ihrer drei Spiele (EGC 2:1 SVNA; EGC 2:2 Alemannia Aachen; EGC 0:0 SV Sandhausen). In der Gruppenphase scheiterten sie im 6-Meter Schießen gegen den späteren Gewinner SV Sandhausen.

## Spieler
- Alfred Pfaff (1945–1946), Weltmeister 1954.
- Michael Kraft (1972–1984) Jugend, (1984–1988) Spieler.
- Jörg Bach (19??–1988), (2015) Trainer.
- Axel Britz (1997–2001)
- Uwe Klein (2001–2002)
- Oliver Risser (2001–2002)
- Wilko Risser (2003–2004)

## Trainer
- Frank Hartmann (1993–1994)
- Stefan Ruthenbeck (2010–2012)
- Jürgen Kohler (2013–2015)